# 頭

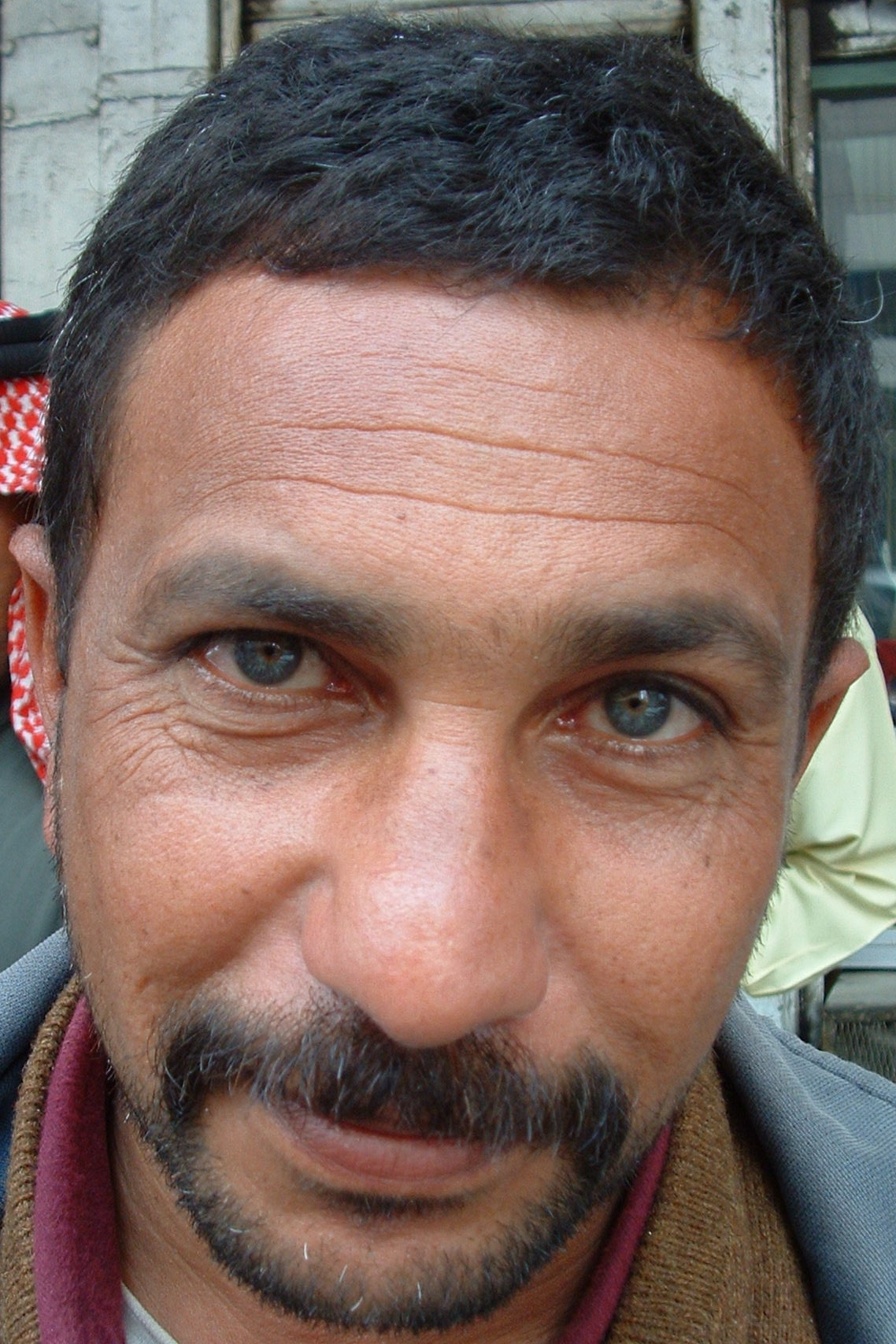
人の頭部

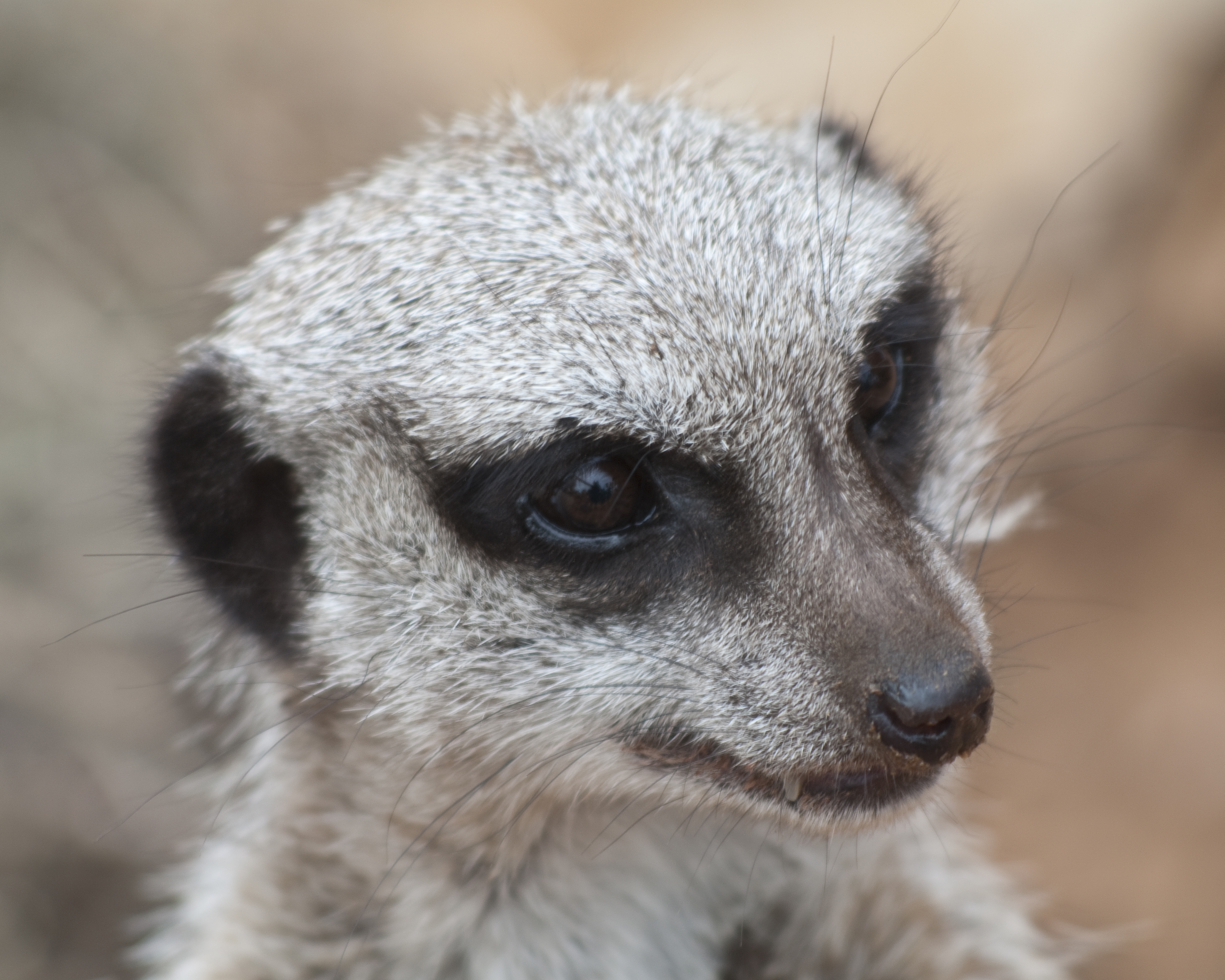
ミーアキャットの頭部

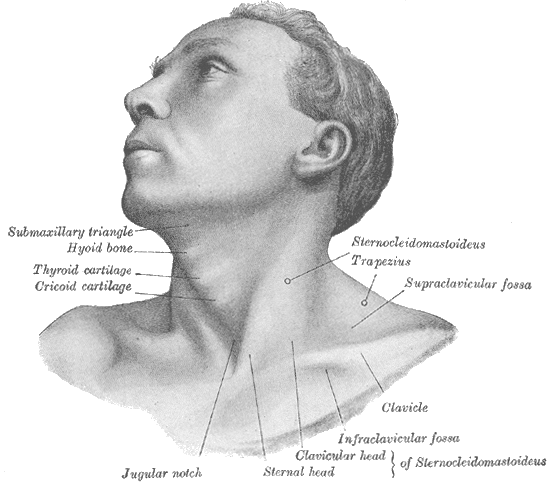
『グレイ解剖学』人間の頭部 図1194

頭（あたま）あるいは頭部は、動物の体の前方の口器、感覚器官、中枢神経系が集中して特別に分化した部位である。目、耳といった感覚器官や、摂食器官である口器の複合した前面部分は、特に顔と呼ぶことがある。頭部の付け根はしばしば可動性を有するくびれた部分となり、首と呼ばれる。ヒトでは顔と首を除いた部分に頭髪が生えており、この部分だけを頭部の他の部分から区別して頭と呼ぶこともある。

## 動物と頭部の有無
動物の全てが頭部を持つとは限らない。海綿動物やコケムシ類のような固着性、群体性の動物や、刺胞動物のような放射相称の動物では口はあるが、感覚器官は特に口のある部位の周辺に集中したり、そこで特別な分化が生じていることはない。また、中枢神経系自体もなかったり、あっても口のある場所で特別に発達しているとは限らない。左右相称で口のある方向に運動する動物で、頭部の分化が生じている。動物が運動する大きな目的のひとつは、食物の獲得である。前後方向に移動して活発に餌生物を捕食するようになった動物は、口の近くに餌生物を獲得する構造体を発達させ、この部位を前方に向け、突進して食物を得るようになった。このような生活を送る動物にとって、口の周辺には食物を確認したり、危険物を察知するための感覚器が発達していると都合がよい。また、感覚器が発達すると、ここから得られる種々の情報を複合的に処理する中枢神経系がこの近傍に発達することになる。こうして、動物は口、感覚器官、中枢神経系を複合させた頭部を獲得したのである。
頭の具体的な構造については頭部を参照。

## 「頭」が付くことわざ・慣用句
頭が上がらない負い目を感じ、対等に振る舞えない
頭が良い賢い
頭が痛い頭痛がする、苦悩する
頭が重い気が重い
頭隠して尻隠さず悪事などの一部を隠して全て隠したつもりなのを嘲って言う
頭が固い融通が利かない
頭が切れる頭の働きが早い
頭が下がる敬服する
頭が低い謙虚な姿勢
頭が古い考えが時代にそぐわない
頭から水を浴びたる予期せぬ事に見舞われる
頭から湯気を立てる激怒する
頭熱(ごな)し言い分を聞かず端から決めつける
頭剃るより心を剃れ外見よりも中身が重要だ
頭でっかち尻つぼみ(尻窄り)初めは勢いがよいが終わりは振るわない
頭に入れる記憶する
頭に(へ)来る腹が立つ
頭に血が上る逆上する
頭の上の蝿も追えぬ自身の始末も出来ない
頭の黒い鼠物を盗む人間
頭の天辺から足の爪先まで身体全体
頭を痛める心配する
頭を抑える勢力を力で抑える
頭を抱える途方に暮れる
頭を掻く照れる、恥じる
頭を下げる御辞儀する、頼む、降参する、感心する
頭を搾る工夫する
頭を突っ込む関わりを持つ
頭を悩ます思い煩う
頭を撥ねる上前を撥ねる
頭を捻る熱心に思考する
頭を冷やす冷静になる
頭を丸める出家する
頭を擡(もた)げる思いつく、台頭する
頭(かぶり)を振る頭を左右へ振る。転じて、否定する。
頭(ず)が高い威張った態度